# Darkest Dungeon
Darkest Dungeon é um videogame RPG roguelite desenvolvido e publicado pela Red Hook Studios. O jogo foi lançado pela primeira vez para Microsoft Windows e OS X em janeiro de 2016, que se seguiu a um período de desenvolvimento de acesso antecipado de um ano. Ainda naquele ano, foi lançado para PlayStation 4, PlayStation Vita e Linux, com uma versão para iOS sendo lançada em 2017, e versões para Nintendo Switch e Xbox One sendo lançadas em 2018.
Darkest Dungeon faz com que o jogador gerencie heróis para explorar masmorras abaixo de uma mansão gótica que o jogador herdou. Jogado como uma mistura de movimento em tempo real e combate baseado em turnos, uma característica central de Darkest Dungeon é o nível de estresse de cada herói que aumenta com mais exploração e combate; um personagem que sustente um alto nível de estresse pode ganhar aflições que irão prejudicar, ou possivelmente melhorar, seu desempenho como explorador. O símbolo de estresse ou coroa de ferro, um crescente com cinco pontas voltadas para dentro, também está no logotipo do jogo.
O jogo recebeu críticas positivas, recebendo várias indicações para prêmios, e vendeu mais de dois milhões de cópias. Uma sequência, Darkest Dungeon II, foi anunciada em fevereiro de 2019 e uma adaptação para jogo de tabuleiro também está em desenvolvimento.

## Jogabilidade

Captura de tela do jogo de uma cena de batalha típica. A personagem em primeiro plano está realizando sua animação de combate contra o grupo inimigo à direita.

Darkest Dungeon é um RPG no qual o jogador gerencia grupos de heróis e aventureiros para explorar masmorras e lutar contra as criaturas dentro delas. Antes de entrar em uma masmorra, o jogador pode usar as instalações na "cidade central"(Hamlet) do jogo, perto da mansão, para gerenciar heróis e seu inventário. Cada herói pertence a uma das quinze classes de personagens, e tem suas próprias estatísticas e habilidades que podem ser aperfeiçoadas com o tempo. Se um herói morre enquanto explora uma masmorra, esse herói está perdido para sempre .

Captura de tela no jogo de uma cena de batalha com o novo chefe do DLC The Fanatic.

### Conteúdo disponível para download
O conteúdo para download (DLC) "The Crimson Court" foi lançado em 19 de junho de 2017, para PC e em 22 de agosto de 2017, para PlayStation 4, apresentando um ambiente novo, o Courtyard, uma nova classe jogável, uma facção com novos inimigos, cinco novos encontros com chefes, bem como novos itens e novas melhorias para seu Hamlet. Também digno de nota é que um herói pode ser transformado em vampiro por meio da Crimson Curse, um novo efeito introduzido no DLC.
O próximo DLC, "The Color of Madness", foi lançado em 19 de junho de 2018. Narrativamente, há uma queda de meteoro perto da vila que faz com que alguns dos aldeões se transformem em criaturas semelhantes a zumbis . Isso leva a novas masmorras, monstros e outros aspectos do jogo. Isso também adiciona um novo modo, um modo de horda, onde o grupo do jogador deve sobreviver ao máximo de encontros que puder contra essas novas criaturas.
Um novo DLC, "The Butcher's Circus", foi lançado em maio de 2020. A expansão adicionou uma nova área e incluiu um modo jogador contra jogador que permite aos jogadores montar uma equipe de quatro aventureiros para desafiar outro jogador em um combate no estilo de uma arena.

## Trama
No início de Darkest Dungeon, o jogador descobre que eles herdaram uma propriedade de um antepassado que, enquanto busca cumprir suas ambíguas ambições escavando as masmorras e catacumbas sob sua mansão, desenterrou alguma monstruosidade terrível e liberou uma série de criaturas horríveis e criaturas malignas e corrupções no mundo. Agora, como dono da propriedade e das terras vizinhas, o jogador deve recrutar um grupo de aventureiros e montar expedições para limpar a propriedade de seus habitantes vis.

## Desenvolvimento
O diretor Chris Bourassa e o designer-chefe Tyler Sigman se tornaram amigos enquanto trabalhavam na Backbone Entertainment e conversaram sobre a ideia de construir um jogo juntos, mas seus compromissos com outros estúdios os deixaram incapazes de fazê-lo. Durante 2012 e início de 2013, eles discutiram uma série de ideias para jogos em potencial a serem desenvolvidos. Em abril de 2013, eles descobriram que tinham tempo para trabalhar neste projeto e decidiram que era um momento "agora ou nunca", formando o Red Hook Studios, com sede na Colúmbia Britânica, para desenvolver o jogo. Em 2015, sua equipe incluía seis pessoas, além de mais três apoiando com som, música e narração para o jogo.

### Lançamento
Bourassa e Sigman usaram suas economias pessoais para financiar a criação do Red Hook Studios e buscaram obter uma bolsa do Canada Media Fund, mas foram rejeitados. Tendo originalmente previsto um período de desenvolvimento de dezoito meses, eles buscaram uma maneira de financiar o período de desenvolvimento estendido.Graft, Kris (8 de fevereiro de 2016). «Road to the IGF: Red Hook Studios' Darkest Dungeon». Gamasutra. Consultado em 8 de fevereiro de 2016</ref> Eles lançaram uma campanha Kickstarter em abril de 2014 para financiamento; antes de iniciar o Kickstarter, eles se certificaram de que haviam preparado o suficiente para o interesse da mídia, incluindo um trailer do jogo lançado em outubro de 2013, para atrair a atenção no início da campanha. Devido ao marketing inicial, a meta de financiamento de $75.000 foi alcançada nos primeiros dois dias da campanha, e concluída com mais de $313.000 de financiamento de mais de 10.000 patrocinadores.

## Recepção
O jogo recebeu críticas geralmente positivas em seu lançamento em 2016, com uma pontuação de 84 em 100 no Metacritic. The Escapist concedeu-lhe uma pontuação de 4 de 5, dizendo: "Darkest Dungeon vai matar o seu grupo, deixá-lo louco e deixá-lo uma bagunça sem sentido no Sanitarium. No entanto, é tão atraente e recompensador ao mesmo tempo que você não resistirá a mergulhar de volta para mais uma missão." IGN concedeu 9,1 de 10, dizendo "Darkest Dungeon é um jogo punitivo e incrível de tática, gerenciamento e forçando sua sorte ao limite."  A PC Gamer concedeu 88%, dizendo "Uma reinvenção maravilhosamente executada e brilhantemente estressante do rastreamento de masmorras baseado em grupos[party], Darkest Dungeon é muito divertido, mesmo quando é cruel." GameSpot concedeu uma pontuação de 9 em 10, dizendo "Darkest Dungeon joga o jogo longo. Ele prepara você para uma grande luta que testará tudo o que você aprendeu, bem como sua capacidade de planejar várias semanas de jogo."
Red Hook Studios relatou que uma semana após o lançamento do jogo em 2016, mais de 650.000 cópias de Darkest Dungeon foram vendidas, incluindo aquelas de patrocinadores do Kickstarter e compras de Acesso Antecipado. Em novembro de 2016, cerca de um mês após o lançamento das versões para PlayStation, Red Hook anunciou que o jogo havia vendido mais de um milhão de cópias em todas as plataformas. Em dezembro de 2017, todas as versões combinadas tiveram vendas mundiais de 2 milhões de cópias.
Darkest Dungeon foi indicado para três prêmios do Independent Games Festival de 2016: o Grande Prêmio Seumas McNally e Excelência em Arte Visual e Áudio. Foi nomeado para o jogo financiado pela comunidade mais gratificante para o SXSW Gaming Awards de 2017. No National Academy of Video Game Trade Reviewers Awards de 2017, o jogo ganhou o prêmio de "Jogo, Interpretação Original", ao passo que foi indicado para "Atuação em Drama, Coadjuvante" por Wayne June como o narrador. No mesmo NAVGTR Awards no ano seguinte, The Crimson Court DLC foi nomeado para "Jogo, Franchise Role Playing" e "Performance in a Drama, Supporting" para junho.

## Continuação
Red Hook anunciou Darkest Dungeon 2 em fevereiro de 2019. A sequência foi lançada em acesso antecipado em 26 de outubro de 2021, para Windows.